# بوطاليا مرة
بوطاليا مرة (الاسم العلمي:Potalia amara) هي نوع من النباتات يتبع جنس البوطاليا من الفصيلة الجنطيانية.